# 어데셔스급 항공모함
어데셔스급 항공모함(Audacious-class aircraft carrier)은 영국의 1970년대 주력 항공모함이다. 1930년대에 건조되었다. 영국과 비슷한 국력인 유엔 안보리 상임이사국인 프랑스의 1970년대 항공모함은 클레망소급 항공모함이다. 서로 제원이 비슷하다.

## 함재기
31대의 고정익기와 9대의 헬기를 탑재했다.
- 28톤 부캐니어 S2 공격기 12대
- 28톤 F-4 팬텀 14대
- 11톤 가넷 AEW3 조기경보기 4대
- 11톤 가넷 COD4 수송기 1대
- 10톤 시킹 대잠전 헬기 7대
- 6톤 웨섹스 탐색구조 헬기 2대